# Hugo Tieleman
Hugo Tieleman (Eindhoven, 1982) is een Nederlandse kunstschilder.

## Biografie
Hugo Tieleman studeerde van 2003 tot 2007 aan de Hogeschool voor de Kunsten (HKU) in Utrecht (Bachelor of Fine Arts). In zijn schilderijen zoekt hij het contrast op tussen de natuur en de invloed van de mens. Zo maakte hij de schilderijenserie Trans Niger Pipeline, waarin landschappen met olie zijn besmeurd. Tieleman ziet zijn werken niet als een aanklacht, maar wil de interactie tussen mens en natuur laten zien. "De tragedie van het landschap, dat is waar mijn werk over gaat", zegt hij zelf.
In de catalogus Crossing Borders schrijft recensent Micha Andriessen: "Hugo Tielemans' kleurrijke schilderijen verbeelden ontheemde en overwoekerde taferelen van verval. Met soms giftige kleuren toont Tieleman hoe de mensheid zijn sporen in de natuur achterlaat. Met verwijzingen naar traditionele schilderkunst, de vanitas en de landschappen en ruïnes uit de Romantiek onderzoekt Hugo Tieleman onze veranderde perceptie van de natuur, het landschap en de wereld om ons heen. Tieleman stapt in zijn werk over grenzen heen en verbindt verschillende werelden met elkaar om tot een universeel beeld te komen. Daarmee roept hij vragen op over de grenzen van onze verbeelding en bezitsdrang, onze daden en dromen.”
In zowel 2011, 2013 als 2014 won hij de Publieksprijs behorend bij de Koninklijke Prijs voor Vrije Schilderkunst in het Koninklijk Paleis op de Dam in Amsterdam. In 2013 kreeg zijn schilderij Trans Niger Pipeline 7 de meeste stemmen, in 2014 het werk Mining Site 1.

## Exposities (selectie)
- 2018 Livingstone Gallery, Den Haag (solo)
- 2016-2017 CODA Apeldoorn, What Remains (groepsexpositie)
- 2015-2016 Dordrechts Museum, Nieuwe Gezichten op Dordrecht (groepsexpositie)
- 2015 Noordbrabants Museum, Den Bosch (solo)
- 2015 Livingstone Gallery, Den Haag (solo)
- 2015 KunstRAI, Amsterdam (solo)
- 2014 Koninklijk Paleis, Amsterdam
- 2014 NB Gallery, Viborg, Denemarken (solo)
- 2014 KunstRAI Amsterdam
- 2014 We Like art @ Art Rotterdam, Van Nellefabriek, Rotterdam
- 2013 Koninklijk Paleis, Amsterdam
- 2013 Stilleven, 102 vazen van 99 kunstenaars - Museum De Pont, Tilburg
- 2013 Art The Hague, Fokker Terminal - Livingstone gallery, Den Haag
- 2013 Stad in beeld, beeld van een stad – Stedelijk Museum Zwolle
- 2013 This is the land of confusion – Achmea Kunstruimte, Leiden (solo)
- 2013 KunstRAI Amsterdam – Livingstone gallery, Den Haag (solo)
- 2013 ArtVilnius Lithuania – NB Gallery, Denmark
- 2013 Crossing waters – Gemeentelijke Expositieruimte Kampen (solo)
- 2013 Perceptions of nature – NB Gallery, Viborg Denmark (solo)
- 2013 Crossing borders – Livingstone gallery, Den Haag (solo)
- 2012 Premio Lissone 2012 – Museo d’Arte Contemporanea di Lissone, Italy
- 2012 Koninklijk Paleis, Amsterdam
- 2011 Koninklijk Paleis, Amsterdam
- 2008 LOVE TO SHOW IT – galerie New Untitled, Venlo
- 2007 Utrechtse nieuwe 2007 – Artlease, Utrecht

## Collecties (selectie)
- Achmea Kunstcollectie
- Rabobank
- MAL collection
- Collectie de Heus-Zomer
- EKARD collection

## Publicaties (selectie)
- NRC Handelsblad, U komt terug op aarde en er is alleen chaos, Marianne Vermeijden, 19 juni 2015 (recensie, 4 sterren)
- Hugo Tieleman, Land of confusion. Selected Works 2010-2015. Uitgeverij van Spijk (2015). ISBN 978 90 6216 961 0
- Hugo Tieleman, Crossing borders. Works 2007-2012. Catalogus Livingstone Gallery (2012). ISBN 978 90 71139 19 2
- Hans den Hartog Jager, Facing Nature. Collectie De Heus Zomer. (Museum Belvédère, 2013), ISBN 978 90 71139 19 2
- NRC Handelsblad – Vegetatie van verfvegen, Gijsbert van der Wal, 10 januari 2013
- Elegance magazine – 10x toptalent – De 10 kunstenaars van 2013 (2012)
- Financial Focus – ABN-Amro Mees Pierson, 7 award winning artists, nr. 13, page 4, 24 maart 2012
- FRITS Magazine – E’ven schilderijen, Ria Kerstens, nr. 6, pag. 41, December/Januari 2012-2013
- Eindhovens Dagblad – De natuur neemt het over, Rob Schoonen, 30 april 2011, pag. 32-33
- Nobel magazine – Art magazine, Paulo Martina, volume 4, nr. 3, pag. 16, 27 (2007)

- Gemeinsame Normdatei: 1072050978
- International Standard Name Identifier: 0000 0004 4996 8194
- Library of Congress Control Number: no2015083762
- RKD-Nederlands Instituut voor Kunstgeschiedenis: 361344
- Virtual International Authority File: 316389108
- WorldCat: E39PBJwD6ftFjyYVVhvcqvQjG3